# 문 (생물학)
문(phylum, division, 門)은 생물 분류 단계 중 하나로 계의 아래이고 강의 위이다.

## 목록

### 동물의 문 목록
| 문                            | 구별되는 특징들                                                                       | 기록 종의 수                           |
| 구두동물문 (Acanthocephala)   | 입술 표면에 갈고리가 늘어서 있다.                                                     | 약 756종                               |
| 구륜동물문 (Cycliophora)      | 구강이 작은 섬모로 둘러싸여 있다.                                                     | 적어도 3종                             |
| 극피동물문 (Echinodermata)    | 5부분의 방사 대칭형 몸과 중배엽의 석회화된 가시 돌기                                  | 현존하는 약 7,000종 및 멸종된 13,000종 |
| 내항동물문 (Entoprocta)       | 항문이 섬모환 안쪽에 있다.                                                            | 약 150종                               |
| 능형동물문 (Rhombozoa)        | 섬모 세포로 둘러 싸인 단일 축 세포                                                    | 75종                                   |
| 동갑동물문 (Loricifera)       | 우산 모양의 외피가 덮힌 부속지 끝단                                                   | 약 122종                               |
| 동문동물문 (Kinorhyncha)      | 1개의 등쪽 판과 함께, 11개의 체절로 돼 있다.                                          | 약 150종                               |
| 모악동물문 (Chaetognatha)     | 머리, 지느러미 한쪽 면에 키틴질의 가시 모양 돌기가 있다.                              | 약 100종의 현존 종                     |
| 무장동물문 (Acoelomorpha)     | 소화 기관이 없는 매우 작은 납작벌레이다.                                              |                                        |
| 미악동물문 (Micrognathozoa)   | 아코디언 형태의 흉부가 신축적으로 움직인다.                                           | 1종                                    |
| 반삭동물문 (Hemichordata)     | 반삭이라고 불리는 척삭동물의 척삭의 원시 형태 정도 되는 신경계가 있다.                | 약 100종의 현존 종                     |
| 복모동물문 (Gastrotricha)     | 말단에 2개의 흡착관이 있다.                                                           | 약 690종                               |
| 새예동물문 (Priapulida)       |                                                                                       | 16종                                   |
| 선형동물문 (Nematoda)         | 단면이 원형이며, 표면은 케라틴 큐티질로 되어 있다.                                    | 80,000–1,000,000종                     |
| 성구동물문 (Sipuncula)        | 입 둘레에 촉수가 늘어서 있다.                                                         | 144–320종                              |
| 악구동물문 (Gnathostomulida)  |                                                                                       | 약 100종                               |
| 연체동물문 (Mollusca)         | 근육질의 발과 둥근 외투막을 가지고 있다.                                              | 112,000종                              |
| 완보동물문 (Tardigrada)       | 4부분의 체절과 머리로 이루어져 있다.                                                  | 1,000종 이상                           |
| 완족동물문 (Brachiopoda)      | 촉수관 및 척추경                                                                      | 300~500종의 현존 종                    |
| 유선형동물문 (Nematomorpha)   |                                                                                       | 약 320종                               |
| 유조동물문 (Onychophora)      | 발 끝이 키틴질로 된 발톱 형태를 이룬다.                                               | 약 200종의 현존 종                     |
| 유즐동물문 (Ctenophora)       | 8개의 빗판에 섬모가 나란히 나 있다.                                                   | 약 100종의 현존 종                     |
| 유형동물문 (Nemertea)         |                                                                                       | 약 1,200종                             |
| 윤형동물문 (Rotifera)         | 몸의 앞끝에 달린 섬모 꼬리를 움직여 섬모를 수레바퀴처럼 운동시킨다.                   | 약 2,000종                             |
| 의충동물문 (Echiura)          | 앞뒤쪽의 배면에 한 쌍의 강모가 있다.                                                  | 약 140종                               |
| 자포동물문 (Cnidaria)         | 자포(刺胞, 가시 세포)                                                                 | 약 11,000종                            |
| 절지동물문 (Arthropoda)       | 체표에 키틴질의 외골격이 있다.                                                        | 1,134,000종 이상                       |
| 직유동물문 (Orthonectida)     | 일단의 생식 세포 둘레에 단층의 섬포 세포가 있다.                                      | 약 20종                                |
| 진와충동물문 (Xenoturbellida) | 섬모가 있는 후구동물                                                                  | 2종                                    |
| 척삭동물문 (Chordata)         | 공동(空洞)의 등쪽 신경관, 척색, 인두열, 내주(內柱), 후항문 꼬리                       | 약 100,000종 이상                      |
| 추형동물문 (Phoronida)        | U자 형태의 소화관                                                                     | 20종                                   |
| 태형동물문 (Bryozoa)          | 촉수관은 동그란 말굽 모양으로서, 순환계와 신관을 가지지 않다.                         | 약 5,000종의 현존 종                   |
| 판형동물문 (Placozoa)         |                                                                                       | 1종                                    |
| 편형동물문 (Platyhelminthes)  |                                                                                       | 약 25,000                              |
| 해면동물문 (Porifera)         | 안쪽 벽에 무수히 많은 작은 구멍이 열려 있다.                                          | 5,000종 이상의 현존 종                 |
| 환형동물문 (Annelida)         | 머리 부분과 꼬리 부분을 제외하고는 일반적으로 같은 구조의 체절(환절)로 이루어져 있다. | 17,000종 이상의 현존 종                |
| 전체 36개 문                  |                                                                                       | 2,000,000- 종                          |

|  | 선구동물       | 좌우대칭동물 |
|  | 후구동물       | 좌우대칭동물 |
|  | 기초 분류/논란 | 좌우대칭동물 |
|  | 기타           |              |

이전에 사용된 문의 목록
| 문                          | 현재의 분류                                       |
| 대형동물 (Aschelminthes)    | 여러 종류의 의체강 문으로 나눈다.                 |
| 유두동물 (Craniata)         | 척삭동물문의 하위 그룹, 척추동물의 이명일 가능성. |
| 두삭동물 (Cephalochordata)  | 척삭동물문의 하위 그룹.                           |
| 두문동물 (Cephalorhyncha)   | 유극동물의 하위 그룹.                             |
| 장새류 (Enterepneusta)      | 반삭동물문의 강.                                  |
| 게피라 (Gephyra)            | 성구동물문과 의충동물문으로 나뉘었다.             |
| 중생동물 (Mesozoa)          | 직유동물문과 능형동물문으로 나뉘었다.             |
| 점액포자충류 (Myxozoa)      | 엄밀하게는 자포동물의 일부로 분류한다.            |
| 오구동물 (Pentastomida)     | 절지동물문의 소악강의 아강.                       |
| 유수동물 (Pogonophora)      | 환형동물문의 시보글리눔과의 일부.                 |
| 익새류 (Pterobranchia)      | 반삭동물문의 강.                                  |
| 심플라스마 (Symplasma)      | 해면동물문의 육방해면강.                          |
| 피낭동물 (Urochordata)      | 척삭동물문의 아문.                                |
| 의유수동물 (Vestimentifera) | 환형동물문의 시보글리눔과의 일부.                 |

### 식물의 문 목록
| 문                                         | 구별되는 특징들                                                 | 기록 종의 수  |
| 각태식물문 (Anthocerotophyta)              | 뿔 모양의 포자체, 비관다발계                                    | 100-200종     |
| 선태식물문 (Bryophyta)                     | 상록의 가지가 없는 포자체, 비관다발계                           | 12,000종      |
| 우산이끼문 (Marchantiophyta)               | 단명하는 가지가 없는 포자체, 비관다발계                         | 6,000-8,000종 |
| 석송문 (Lycopodiophyta)                    | 소엽(小葉), 관다발계                                            | 1,200종       |
| 양치식물문 (Pteridophyta)                  | 전엽체(前葉體) 배우체(配偶體), 관다발계                         | 11,000종      |
| 구과식물문 (Pinophyta)                     | 씨앗(종자)를 품고 있는 구과(毬果), 헛물관으로 이루어진 목질식물 | 630종         |
| 소철문 (Cycadophyta)                       | 종자식물, 겹잎으로 된 수관(樹冠)                                | 160종         |
| 은행나무문 (Ginkgophyta)                   | 종자식물, 부채꼴 잎, 자웅이주                                   | 1종           |
| 마황문 (Gnetophyta)                        | 종자식물 및 물관을 가진 목질 관다발계                           | 70종          |
| 속씨식물문 (Anthophyta 또는 Magnoliophyta) | 꽃과 열매, 물관을 가진 관다발계                                 | 258,650종     |
| 전체 10개 문                               |                                                                 | ~300,000 종   |

### 균류의 문 목록
| 문                         | 구별되는 특징들                                                                    | 기록 종의 수                                       |
| 호상균문 (Chytridiomycota) | 세포벽에 섬유소 함유, 편모 생식체                                                  | 1,000여 종                                         |
| 불완전균문 (Deuteromycota) | 미분류 균류, 무성생식만이 관찰된다.                                                | 약 25,000여 종                                     |
| 접합균문 (Zygomycota)      | 접합포자낭(接合胞子囊)을 형성하기 위해 배우자낭을 접합한다.                        | 약 1,060종                                         |
| 취균문 (Glomeromycota)     | 수지상 내생균근(樹枝狀內生菌根, arbuscular endomycorrhiza)을 형성 식물과 공생한다. | 약 200여 종                                        |
| 자낭균문 (Ascomycota)      | 포자를 자낭 안에 만든다.                                                           | 64,000종 이상                                      |
| 담자균문 (Basidiomycota)   | 담자기에서 포자를 만든다.                                                          | 31,515 종                                          |
| 전체 6개 문                |                                                                                    | 약 10만 종(기록종) 미발견 종 포함 약 150만 종 추산 |

### 세균의 문 목록
| 문                                      | 구별되는 특징들                                                                              | 기록 종의 수 |
| 남조세균문 (Cyanobacteria)              | 남조류(藍藻類)로도 알려져 있다.                                                              |              |
| 녹균문 (Chlorobi)                       | 7개 속만을 포함                                                                              |              |
| 녹만균문 (Chloroflexi)                  |                                                                                              |              |
| 니트로스피라균문 (Nitrospira)           |                                                                                              |              |
| 렌티스페라문 (Lentisphaerae)            | 이전 분류군, VadinBE97                                                                       |              |
| 딕티오글로무스균문 (Dictyoglomi)        |                                                                                              | 1과 1속 2종  |
| 방선균문 (Actinobacteria)               | 고-G+C 그람 양성균 종                                                                        |              |
| 부유균문 (Planctomycetes)               |                                                                                              |              |
| 푸소박테리움균문 (Fusobacteria)         |                                                                                              |              |
| 아키도박테리움균문 (Acidobacteria)      | 외형상 형질은 다양하며, 대부분 미배양 상태이다.                                              |              |
| 크리시오게네스균문 (Chrysiogenetes)     | 3개 속(Chrysiogenes arsenatis, Desulfurispira natronophila, Desulfurispirillum alkaliphilum) |              |
| 산수균문 (Aquificae)                    | 호열성의 14개 속, 진화 계통에서 가장 아래 가지에 위치                                        | 3과 14속     |
| 피브로박테르균문 (Fibrobacteres)        |                                                                                              |              |
| 스피로헤타문 (Spirochaetes)             | 라임 병을 일으키는 Borrelia burgdorferi 종을 포함                                            | 3과 10속     |
| 시네르기스테스균문 (Synergistetes)      |                                                                                              |              |
| 겜마티모나스균문 (Gemmatimonadetes)     |                                                                                              |              |
| 엘루시미크로비움문 (Elusimicrobia)      | 이전 박테리아 후보문, Thermite Group 1                                                       |              |
| 아르마티모나스문 (Armatimonadetes)      |                                                                                              |              |
| 열탈유간균문 (Thermodesulfobacteria)    |                                                                                              | 1과 4속      |
| 열포균문 (Thermotogae)                  | 진화 계통에서 가장 아래 가지에 위치                                                          | 1과 8속 34종 |
| 우미균문 (Verrucomicrobia)              |                                                                                              |              |
| 의간균문 (Bacteroidetes)                |                                                                                              |              |
| 클라미디아균문 (Chlamydiae)             | 6개 속만을 포함                                                                              |              |
| 이상구균-서열균문 (Deinococcus-Thermus) | 이 문에서 가장 많이 알려진 종은 Deinococcus radiodurans와 Thermus aquaticus이다.             | 3과 8속      |
| 칼디세리쿰문 (Caldiserica)              | 이전 박테리아 후보문 OP5, 대표 종은 Caldisericum exile이다.                                  |              |
| 탈철간균문 (Deferribacteres)            |                                                                                              |              |
| 테네리쿠테스문 (Tenericutes)            | 후벽균문(가장 유명한 속은 미코플라스마속(Mycoplasma))의 몰리쿠테스강으로 분류하기도 한다.    |              |
| 프로테오박테리아문 (Proteobacteria)     | Escherichia coli 또는 Pseudomonas aeruginosa와 같은 종을 포함하는, 세균 중에서 가장 흔한 문. |              |
| 후벽균문 (Firmicutes)                   | 포자를 만드는 간균(호기성) 및 클로스트리디아(혐기성)과 같은, 저-G+C 그람 양성균 종.          |              |
| 전체 29개 문                            |                                                                                              |              |

### 고균의 문 목록
| 문                           | 구별되는 특징들       | 기록 종의 수 |
| 크렌고균문 (Crenarchaeota)   | 두 번째로 흔한 고균문 | 70여 종      |
| 에우뤼고균문 (Euryarchaeota) | 가장 흔한 고균문      | 300여 종     |
| 코르고균문 (Korarchaeota)    |                       | 1종          |
| 나노고균문 (Nanoarchaeota)   | 극소형 공생 세균      | 1종          |
| 타움고균문 (Thaumarchaeota)  |                       | 3종          |
| 전체 5개 문                  |                       | 380여 종     |

## 같이 보기
- 분지학
- 계통학
- 계통분류학
- 분류학